# Томаша (река)
Томаша — река в России, протекает по Верхнетоемскому району Архангельской области. Устье реки находится в 31 км по правому берегу реки Верхняя Тойма. Длина реки составляет 40 км, площадь водосборного бассейна — 293 км².

## Данные водного реестра
По данным государственного водного реестра России относится к Двинско-Печорскому бассейновому округу, водохозяйственный участок реки — Северная Двина от впадения реки Вычегда до впадения реки Вага, речной подбассейн реки — Северная Двина ниже места слияния Вычегды и Малой Северной Двины. Речной бассейн реки — Северная Двина.
Код объекта в государственном водном реестре — 03020300112103000027036.

## Карты
- Лист карты P-38-55,56 Ламбас. Масштаб: 1 : 100 000. Состояние местности на 1984 год. Издание 1988 г.